# Matchstalk Men and Matchstalk Cats and Dogs
Matchstalk Men and Matchstalk Cats and Dogs (Lowry's Song) is een folk-nummer van het Engelse duo Brian and Michael. Het werd eind 1977 uitgebracht als hun eerste single op Pye Records, en is afkomstig van hun debuutalbum uit 1978, The Matchstalk Men. Het nummer stond in april 1978 drie weken lang op nummer één in de UK Singles Chart. Omdat het nummer hun enige grote hit is, blijft het duo een eendagsvlieg in het Verenigd Koninkrijk, hoewel nog een single getiteld "Mama" in 1983 kortstondig de Britse hitlijsten haalde op nummer 93.